# Strafrecht (Tschechien)
Das tschechische Strafrecht ist das Strafrecht der Tschechiens.

## Materielles und formelles Strafrecht
Unterschieden wird im tschechischen Recht zwischen materiellem Strafrecht und formellem Strafrecht. Nach dem materiellen Strafrecht richtet sich, welche Verhaltensweisen strafbar sind. Es wird im Wesentlichen durch das Strafgesetzbuch (Gesetz Nr. 40/2009 Slg., trestní zákoník) geregelt.
Das Strafgesetzbuch ist am 1. Januar 2010 in Kraft getreten und hat das bisher geltende Strafgesetzbuch der Tschechoslowakei von 1961 (Gesetz Nr. 140/1961 SIg.) abgelöst. Das deutsche und tschechische Strafrecht weisen einige Ähnlichkeiten auf. Ein großer Unterschied gegenüber dem deutschen Strafrecht besteht allerdings darin, dass es in der tschechischen Rechtsordnung auch eine strafrechtliche Verantwortung von juristischen Personen gibt (Unternehmensstrafrecht), welche in dem Gesetz Nr. 418/2011 Slg., über die strafrechtliche Verantwortung juristischer Personen festgelegt ist. Nach diesem Gesetz können sich abgesehen von wenigen Ausnahmen grundsätzlich wegen aller im tschechischen Strafgesetzbuch aufgeführten Straftaten strafbar machen.
Das formelle Strafrecht regelt im Wesentlichen das Strafverfahren. Hauptquelle des formellen Strafrechts ist die Strafprozessordnung (Gesetz Nr. 141/1961 Slg.).

## Aufbau des tschechischen Strafgesetzbuches
Ähnlich wie das deutsche Strafgesetzbuch ist das tschechische Strafgesetzbuch in einen allgemeinen Teil und einen besonderen Teil aufgeteilt. Im besonderen Teil des tschechischen Strafgesetzbuches werden die einzelnen Straftatbestände definiert. 
Die Straftatbestände teilen sich auf die nachfolgenden Gebiete auf:
1. Straftaten gegen das Leben und die Gesundheit
2. Straftaten gegen die Freiheit, Persönlichkeitsrechte, das Privatleben und das Briefgeheimnis
3. Straftaten gegen die Menschenwürde im Bereich der Sexualität
4. Straftaten gegen die Familie und Kinder
5. Straftaten gegen das Vermögen
6. Wirtschaftsstraftaten
7. Gemeingefährliche Straftaten
8. Straftaten gegen die Umwelt
9. Straftaten gegen die Tschechische Republik, fremde Staaten und internationale Organisationen
10. Straftaten gegen die  öffentliche Ordnung Straftaten gegen die Wehrpflicht
11. Militärische Straftaten (Wehrstrafrecht)
12. Straftaten gegen die  Menschlichkeit, den Frieden und Kriegsverbrechen